# Place Pierre-Rénet
Pour les articles homonymes, voir Renet.
La place Pierre-Rénet est une place publique de 11 500 m2 situé dans le quartier des Halles, au centre-ville de Vesoul (Bourgogne-Franche-Comté).
Aménagée dès 1869 en tant que champ de foire, la place vit le jour après la construction des halles de Vesoul. Aujourd'hui, cette place commerciale est utilisée pour réaliser différents types d'événements tels que des festivals, des cérémonies commémoratives, des manifestations commerciales et culturelles. On y trouve également un marché bihebdomadaire. La place est aussi un parking qui se compose de 400 places de stationnement.
Avec une longueur de 230 mètres et une largeur de 50 mètres, c'est l'une des  plus grandes places de Vesoul. La place Pierre-Rénet est entourée par de nombreux commerces indépendants mais aussi des entreprises de services. La place porte le nom de Pierre Rénet, maire de Vesoul de 1953 à 1977.

## Origine du nom

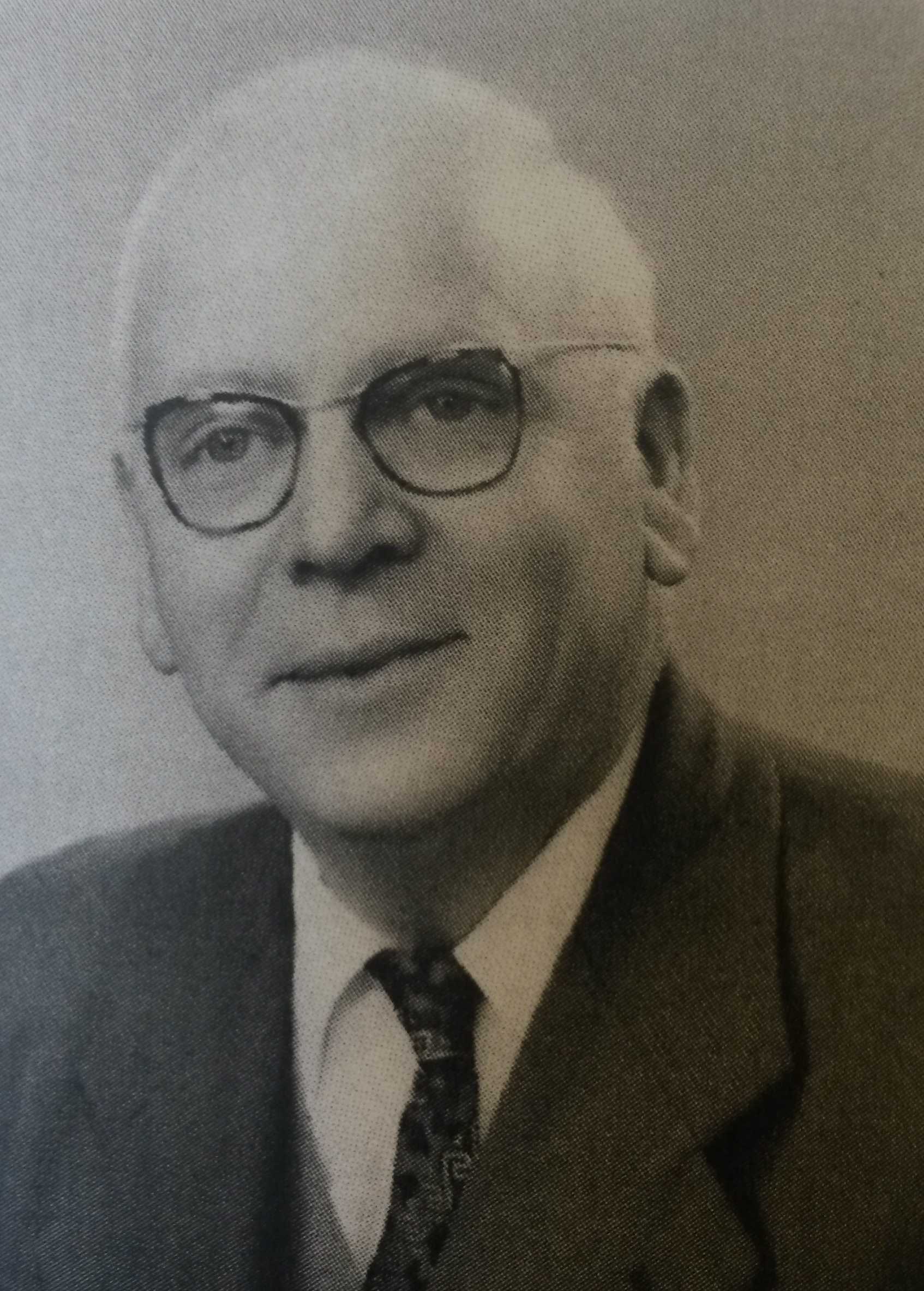
Pierre Rénet.

La place porte le nom de Pierre Rénet, maire de Vesoul de 1953 à 1977, qui est notamment à l'origine du jumelage entre Vesoul et Gerlingen. Né le 24 août 1905 à Amance, en Haute-Saône, il exerça notamment durant sa carrière professionnelle le métier d'ingénieur des Ponts. Ayant réalisé le deuxième plus long mandat dans l'histoire de la mairie de Vesoul, soit 25 années, il fut également entre autres conseiller général du canton de Vesoul-Est de 1973 à 1976. Il décéda le 14 avril 1991 à Vesoul, et est inhumé dans l'ancien cimetière de Vesoul.

## Histoire
La place fut aménagée dans la deuxième moitié du XIXe siècle. Le 20 avril 1869, un arrêt du maire converti en champ de foire, un vaste terrain acquis par la municipalité à M. Bourqueney, situé au sud de la place Neuve. Déclaré d'utilité publique, ce terrain est alors spécialement affecté à la vente du bétail. On venait de construire sur une partie de la place, les halles actuelles de Vesoul. Un décret impérial du 4 août 1869 déclare d'utilité publique l'agrandissement du champ de foire. Le 1er décembre 1877, l'agent voyer de la ville de Vesoul établit un projet d'alignement pour placer les têtes de bétails de manière plus optimale.

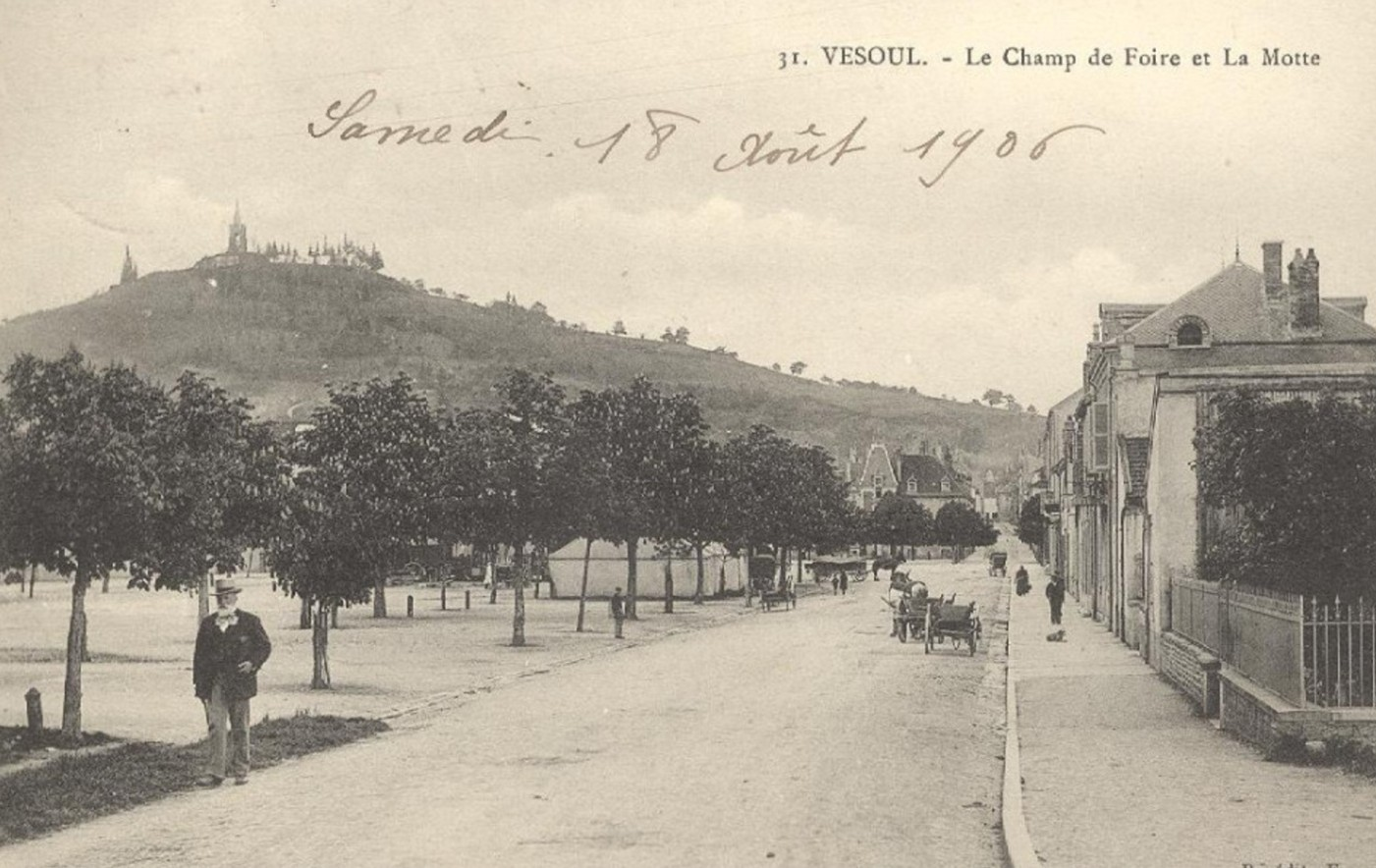
Le champ de foire - Carte postale datée de 1906.

Le 22 décembre 1893, le conseil municipal de Vesoul prend la décision d'installer un bec de gaz au niveau du champ de foire afin d'améliorer la luminosité de la place.
Jusqu'en 1898, des exécutions publiques ont lieu sur la place,.
Le 22 juillet 1972, la place accueille le départ de la 18e étape du Tour de France 1972 Vesoul - Auxerre.
Le 3 février 1989, la place est renommée en hommage à Pierre Rénet.
Dans les années 2020, une série de travaux de rénovation et de réhabilitation dans le but de végétaliser la place ont lieu : réalisation de massifs d’espaces verts, création d'un îlot de fraîcheur, aménagement d'une allée piétonne,...

## Situation géographique

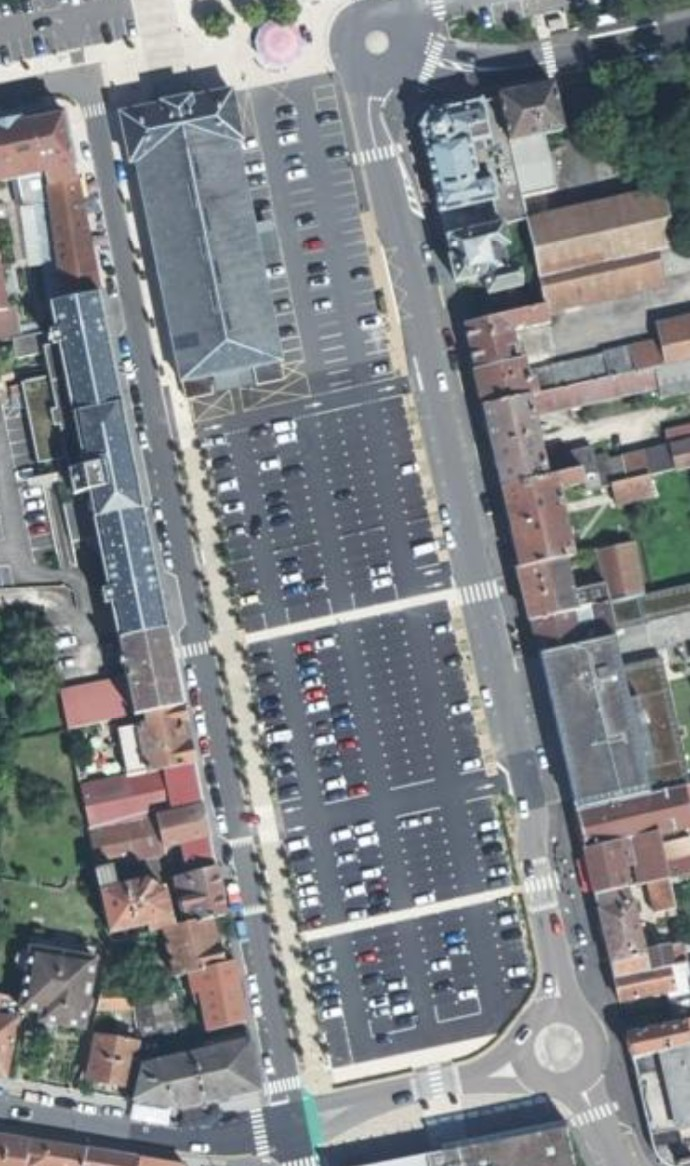
Image satellite de la place (années 2020).

La place Pierre-Rénet est située dans le centre historique de Vesoul, entre le Durgeon et la place de la République.
On peut accéder à cette place grâce à plusieurs voies : la rue de Fleurier, la rue du Breuil, la rue Grosjean, la rue Meillier et le quai René-Veil.

## Bâtiments notables

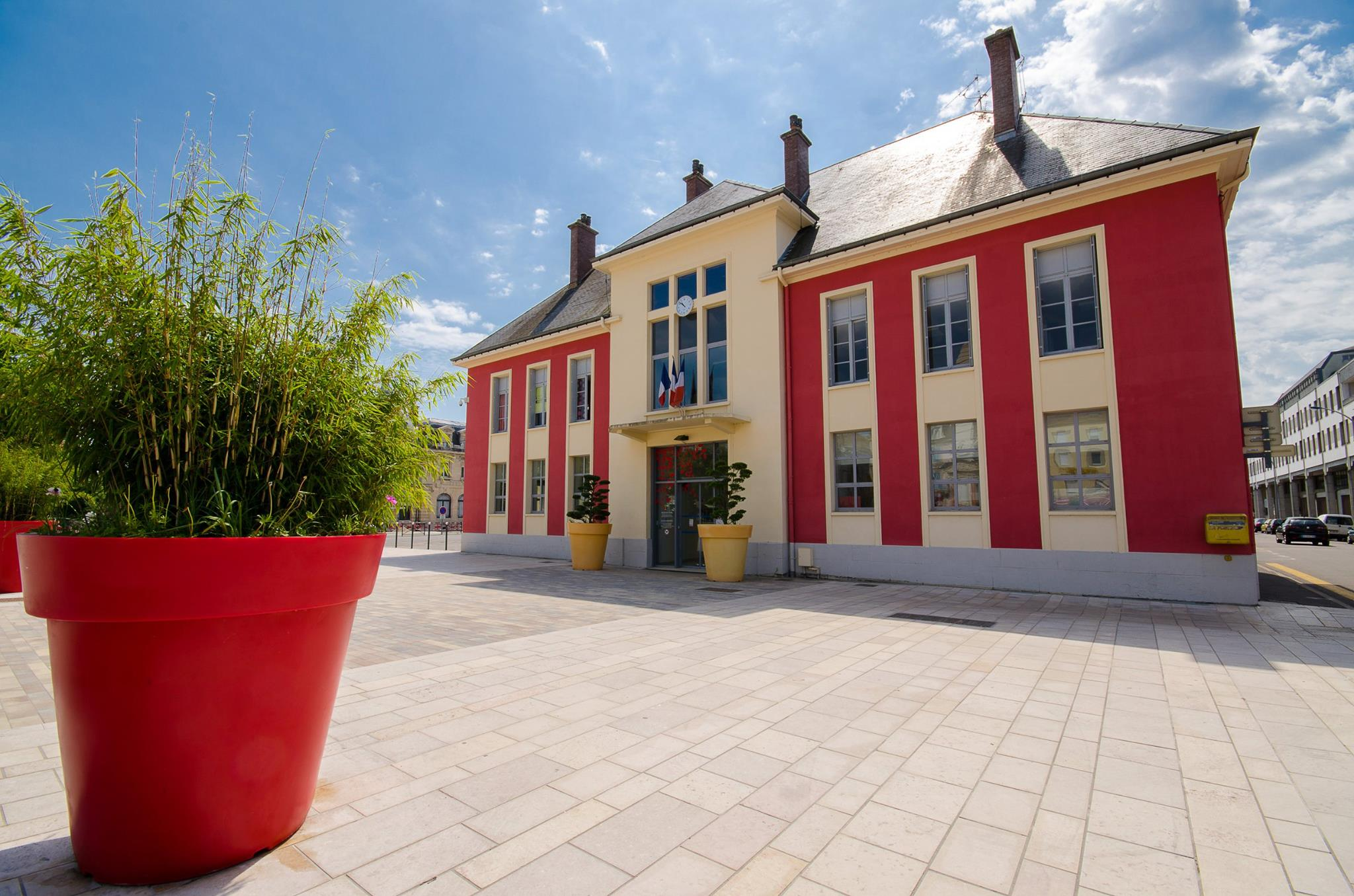
Les halles de Vesoul.
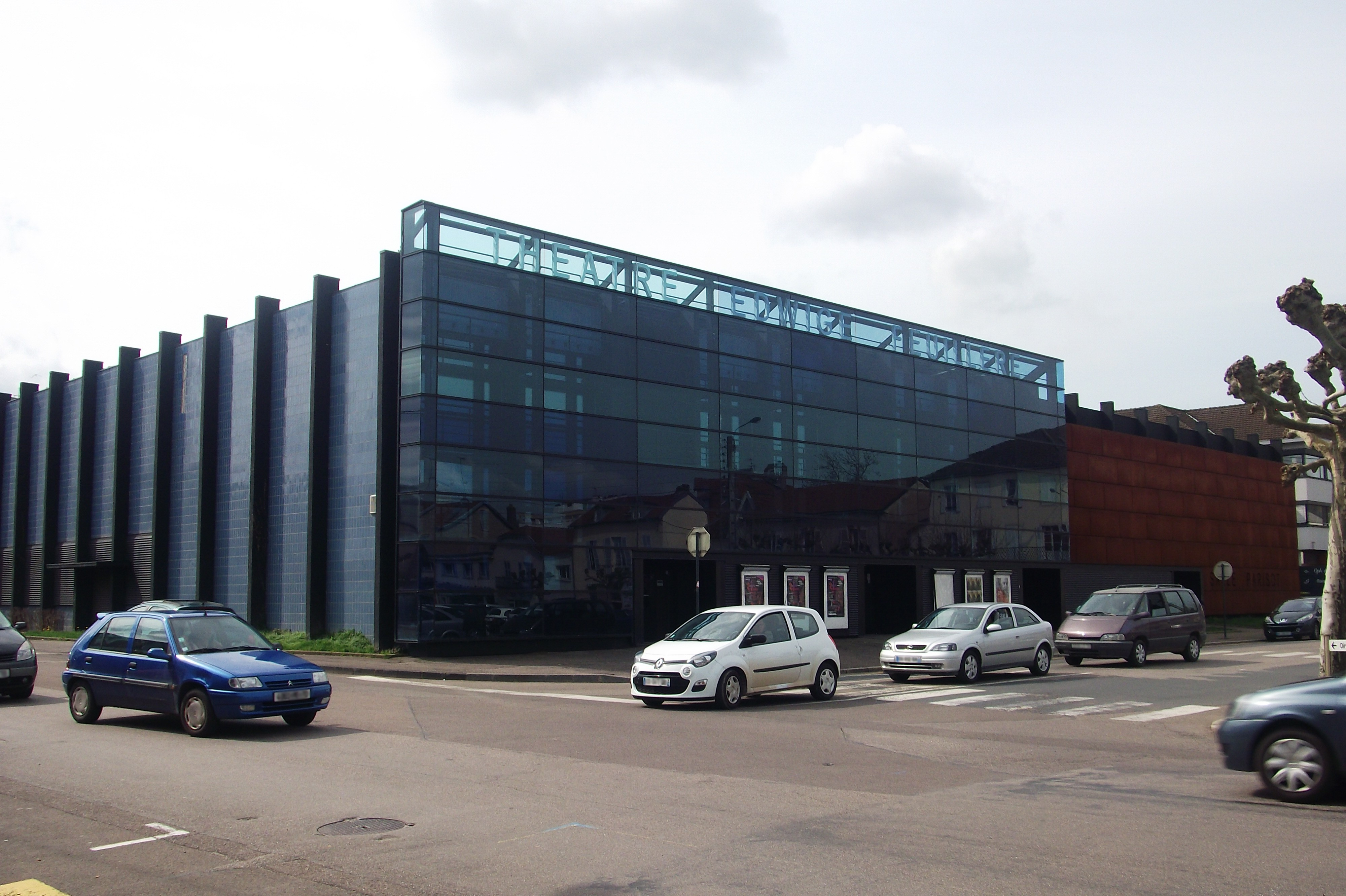
Le théâtre Edwige-Feuillère.
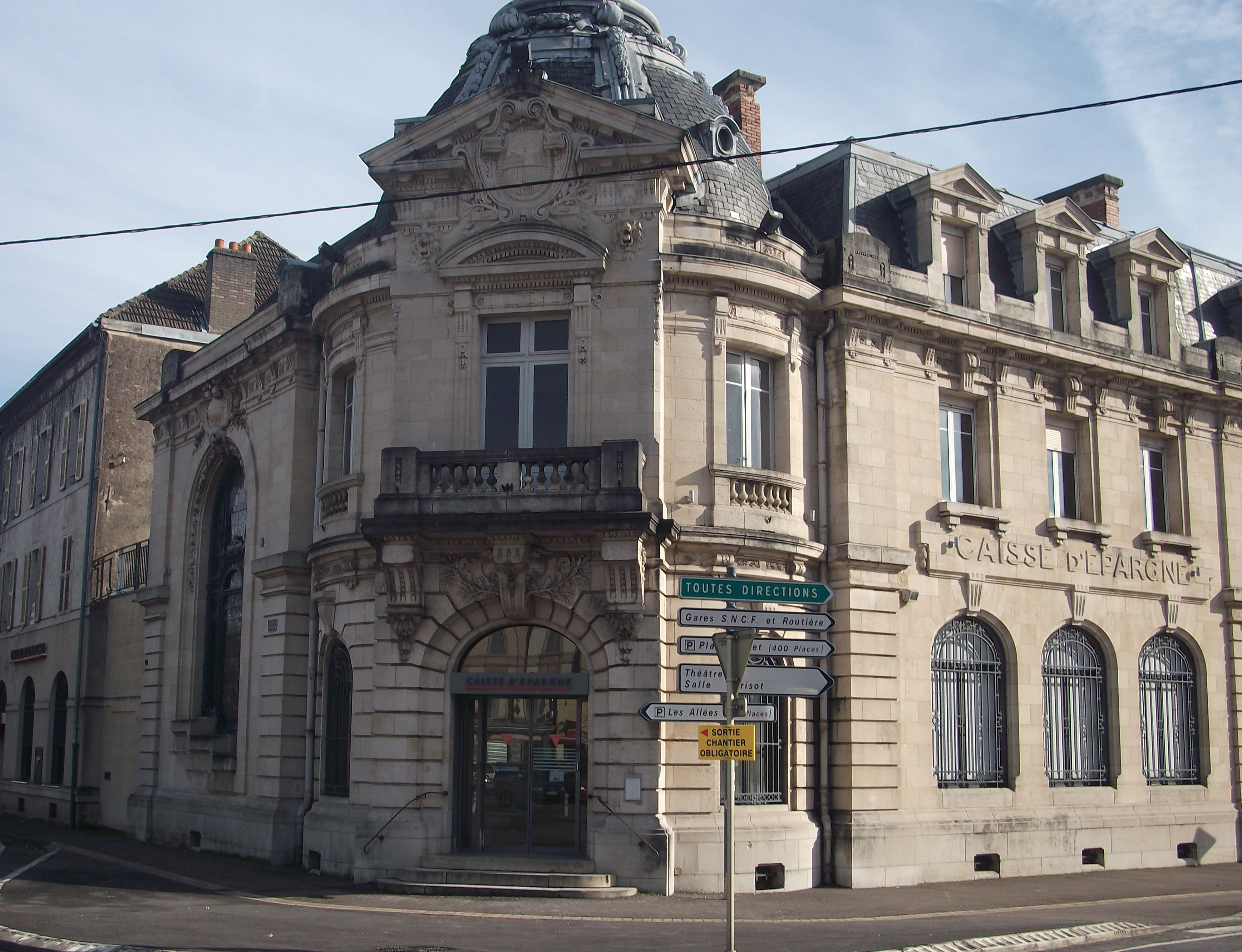
L'hôtel de la Caisse d'épargne.

Dans la partie nord de la place, se trouvent les halles de Vesoul. Construites en 1868 par l'architecte Charles Dodelier, les halles de Vesoul est un vaste bâtiment de plus de 1 000 m2 qui accueille le marché de la ville. Les halles accueillent une grande majorité des commerces alimentaires du marché. En 2011, des rénovations ont été apportées aux halles : l'aspect extérieur a été refait et des aménagements pour les personnes à mobilité réduite ont été créés. Le budget de ces travaux s'élevant à 1 500 000 €.
Le théâtre Edwige-Feuillère est situé au sud de la place. L'établissement a été fondé en 1977 et a été nommé, le 3 janvier 1983, « théâtre Edwige-Feuillère », en hommage à l'actrice de cinéma Edwige Feuillère, native de Vesoul. Le bâtiment a significativement été rénové en 2006. La façade principale du théâtre a été remaniée pour laisser place à de grande baies vitrées bleues. La salle Parisot jouxte le théâtre.
L'hôtel de la Caisse d'épargne, construit en 1908 par l'architecte Noé Vivier, se trouve à l'angle de la rue Meiller.
Au no 5 de la place, se trouve la maison Baudry-Roussel, construite en 1910.
Autrefois se trouvait au no 19 et 21 de la place, l'imprimerie Marcel-Bon, entrepôt commercial édifié pendant le second quart du XXe siècle. Le bâtiment était constitué d'un étage carré, d'un étage en surcroît et d'un toit à longs pans en tuile mécanique. L'imprimerie a été détruite en 2014-2015 et depuis 2016, un nouvel immeuble à vocation d'habitation et de petit commercial (Les Balcons) a été construit.

## Activités et manifestations

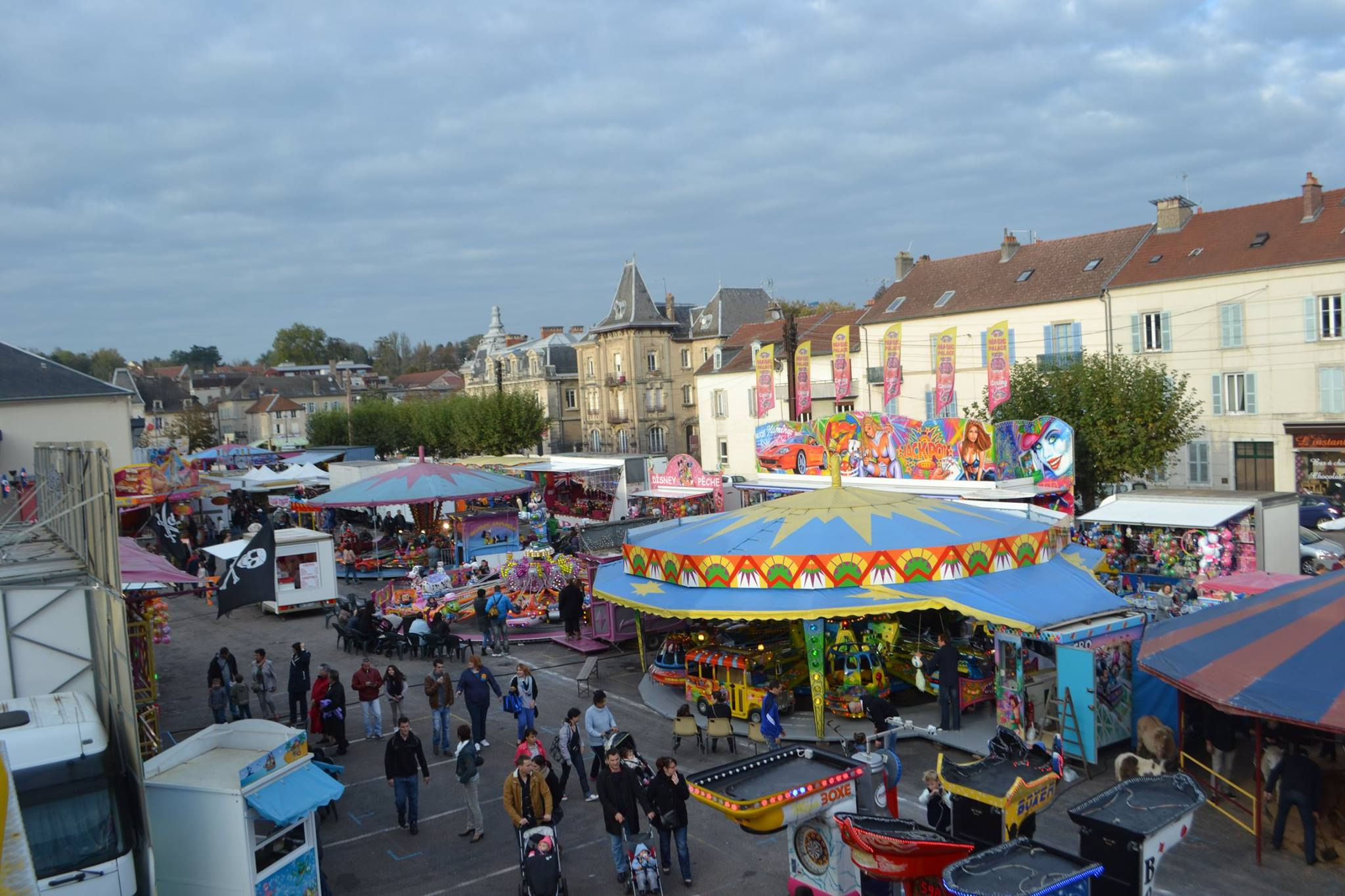
La fête foraine sur la place Pierre-Rénet.

Diverses manifestations commerciales, sportives, culturelles sont régulièrement organisées sur cette place. Les principales sont :
- Marché hebdomadaire : le marché se tient le jeudi et le samedi matin sur l'ensemble de la place Pierre-Rénet et dans le bâtiment des halles de Vesoul situé au nord de la place. C’est une attraction commerciale particulièrement importante réunissant des centaines de commerçants et cela depuis des siècles.
- Fête foraine : la fête foraine de la ville se déroule sur la place Pierre-Rénet. Plus d'une trentaine de familles de forains y sont présents annuellement.
- Sainte-Catherine : chaque 25 novembre, la place accueille divers stands agricoles et commerçants.